# ブレンダン・オーウェン
ブレンダン・オーウェン（Brendan Owen、1996年9月23日 - ）は、ジャパンラグビーリーグワン横浜キヤノンイーグルスに所属するラグビーユニオンの選手。

## プロフィール
- 南アフリカ共和国ヨハネスブルグ出身[1]。
- ポジションはウイング (WTB)、フルバック (FB)。

## 略歴
出典
2017年、オーストラリアのパーススピリット（Perth Spirit）に所属。 
2018年、イタリアのラファート・サンドナ（Lafert San Donà）に所属。 
2019年、南アフリカ共和国のボーランド・カヴァリアーズ（Boland Cavaliers）に所属。 
2019-2020シーズンから、チャンネル諸島のジャージー・レッズ（Jersey Reds）に所属し、イングランドのリーグ「RFUチャンピオンシップ」に出場した。2023年、ジャージー・レッズは財政難で解散となった。 
2023-2024シーズンは、イングランドのバース・ラグビー（Bath Rugby）と短期契約で所属。 
2024年8月、横浜キヤノンイーグルスへの入団を発表した。
2025年2月16日に行われたJAPAN RUGBY LEAGUE ONE第8節交流戦埼玉ワイルドナイツ戦にて先発出場でリーグワン公式戦初出場を果たした。